# Andrzej Wróblewski (sędzia)
Andrzej Napoleon Wróblewski (ur. 29 lipca 1930 w Warszawie, zm. 9 kwietnia 2018 tamże) – polski prawnik i urzędnik samorządowy, doktor nauk prawnych, sędzia Sądu Najwyższego w stanie spoczynku, w latach 1990–2000 członek i zastępca przewodniczącego Państwowej Komisji Wyborczej.

## Życiorys
Syn Mieczysława i Eugenii. W 1949 ukończył Techniczną Szkołę Wojsk Lotniczych w Warszawie, uzyskując dyplom obsługi samolotów. W latach 1947–1952 pracował przy obsłudze samolotów transportowo-pasażerskich oraz odbywał zawodową służbę zawodową (szkoląc się z zakresu nawigacji). W 1952 wystąpił z wojska i pracował w branży motoryzacyjnej. Od 1960 do 1981 zatrudniony Prezydium Rady Narodowej miasta stołecznego Warszawy, gdzie awansował na szczeble zawodowe dostępne osobie bezpartyjnej. W 1971 ukończył studia na Wydziale Prawa Uniwersytetu Warszawskiego, na tej uczelni w 1977 uzyskał doktorat w zakresie prawa konstytucyjnego.
W 1981 został sędzią Naczelnego Sądu Administracyjnego, później przeszedł w stan spoczynku. Od 1990 był członkiem Kolegium przy Generalnym Komisarzu Wyborczym i następnie od 1990 Państwowej Komisji Wyborczej, objął funkcję jej wiceprzewodniczącego. W 2000 przeszedł w stan spoczynku w związku z osiągnięciem wieku 70 lat. W latach 1990–2006 należał także do komisji majątkowej ds. mienia kościelnego jako reprezentant strony rządowej. Przez ponad 20 lat redagował „Orzecznictwo Naczelnego Sądu Administracyjnego”.
Od 1954 był żonaty. 18 kwietnia 2018 został pochowany na Cmentarzu Komunalnym Północnym w Warszawie.

## Odznaczenia
W 2000 otrzymał Krzyż Oficerski Orderu Odrodzenia Polski.